# 하사
하사(下士)는 군인 계급의 하나로서 부사관(副士官, Non-Comissioned Officer)의 최하위 계급이다. 대한민국 국군에서는 최소 단위부대인 분대를 지휘하는 "분대장" 직책을 주로 맡으며, 포반장 직책이나, 간혹 분대의 상위 부대인 소대의 "부소대장" 직책을 맡기도 한다. 또한 지휘 계통이 아닌 기술병과나 행정 분야에서 전문적인 업무를 맡기도 한다. 대한민국의 경우 일반적으로 직업으로 군인을 선택해야만 이 계급을 부여 받을 수 있다. 미군의 "Staff Sergeant"에 대응된다. 병장 위, 중사 아래의 계급이다.
- 육군 : 분대장
- 해군 :
- 공군 : 
  - 정비 :

## 대한민국 국군 하사 계급의 역사
국방경비대를 포함하여 국군 창립 이후 1961년까지의 하사 계급은 지금과 약간 달랐다. 1954년 병진급령에 따르면 이등병과 일등병, 하사까지가 병으로 분류되었으며 1954년 정규군인신분령에 따르면 하사관은 이등중사 이상으로 분류되어 있다. 또한 1957년 정규군인신분령에는 1등상사는 상사, 2등상사는 중사, 일/이등중사는 하사로 개편함을 명시하고 있다. 이후 1961년 부사관 계급이 직업군인으로서 자리 잡으면서 하사 계급은 징집병인 병장의 위로서 자리잡게 되었다.
1960년대에 들어와서 그 모집방식이 세분화되던 하사관 양성은 1962년 제1군 하사관학교가 창설되면서 일반 및 장기 하사관의 분대장요원을 양성하여 배출하게 되었다. 그리고 기타는 진급으로 충당했으며, 그후 1971년까지는 진급 임용과 하사관학교 양성을 병행했다.
1968년부터 1970년까지는 제2군사령부 주관하에 장학생, 소년병, 현역차출 등으로 하사관을 획득하다가 1972년부터는 하사관 모집을 확대하여 신병교육 6주 이수 후에 적격자를 선발했다. 1973년부터 1975년까지는 입 소장병 중에서 하사관을 선발하였으며, 1976년 이후에는 분대장요원을 별도 징집했다. 특히,1976년에는 정예기술하사관 육성계획에 따라 금오공고 학군하사관(RNTC)이 최초로 임용되었다. 이듬해에는 하사관 모집자격 기준을 중졸에서 고졸 이상으로 상향조정하여 하사관의 자질향상을 기했다.
1981년에는 하사관 복무 구분을 설정하여 단기 하사관은 일반복무 하사관으로 그리고 장기복무 하사관은 단기복무 하사관과 장기복무 하사관으로 구분하였으며, 장기복무 하사관은 중사에서 지원토록 하고 기술행정병과 일반하사 양성을 중지하는 대신 일반하사 직위는 병장으로 대체하여 운영하다가 사단 자체에서 양성하도록 변경했다.
"단기하사" (1981년 이후)의 경우에는 민간인 신분에서 부사관(당시 '하사관')을 지원하여 소정의 교육 후, 하사로 임용한 자원을 일컫는다. 이들 중 당시 5년 이후 장기지원 심사를 통과하여 직업하사가 되었다. 물론 "일반하사"도 복무기간이 만료된 후 5년의 나머지 기간 동안 복무 후 장기지원 심사를 치를 수 있었다.
"일반하사"(1981년 이후)는 일반병과 같은 기간을 복무했었고 급료나 복장에 있어서 부사관이 아닌 병과 같은 대우를 받았다. 단, 계급장은 단기하사나 기타 직업하사와 동일하였다. 일반하사 체제 기간 당시 징집병의 복무기간은 최대로는 1969년 공군 39개월, 최소로는 1994년 육군 30개월까지였다.
1994년 이후 병 중 차출되어 임용된 '일반하사'는 폐지되었으나, 전시에는 병장 대신 하사가 분대장을 맡으므로, 예비역 병장과 보충역, 전시근로역 중 임용하므로 공무원 봉급표 상 "본인의 지원에 의하지 않고 임용된 하사"로 이름만 바뀌어 존속한다. 그러나 예외적으로 사관학교나 육군3사관학교에서 1년 이상의 교육을 마치고 퇴교된 사람에 대해서 본인이 원하면 현역의 부사관으로 임용하거나, 징병검사를 하지 아니하고 현역병으로 복무하게 할 수 있는 경우를 말하는 것이다.
2008년 임기제부사관 제도를 창설하였다.

## 계급장
하사(下士)
| 부사관 (副士官) |             | 육군 (포제 정장) | 육군 (견장) | 육군 (금속제) | 해군 | 해병대 | 공군 |
| 부사관 (副士官) | 하사 (下士) |                  |             |               |      |        |      |

## 같이 보기
- 대한민국 국군
- 군인 계급
- 장교
- 부사관
- 준 부사관